# NHK Trophy de 1981
NHK Trophy de 1981 foi a terceira edição do NHK Trophy, um evento anual de patinação artística no gelo organizado pela Federação Japonesa de Patinação (em japonês:  日本スケート連盟). A competição foi disputada na cidade de Kobe, Japão.

## Eventos
- Individual masculino
- Individual feminino
- Duplas
- Dança no gelo

## Medalhistas
| Evento                        | Ouro                                                 | Prata                                                      | Bronze                                           |
| Individual masculino detalhes | Fumio Igarashi · Japão                               | Norbert Schramm · Alemanha Ocidental                       | Jean-Christophe Simond · França                  |
| Individual feminino detalhes  | Kristina Wegelius · Finlândia                        | Vikki De Vries · Estados Unidos                            | Charlene Wong · Canadá                           |
| Duplas detalhes               | Kitty Carruthers · Peter Carruthers · Estados Unidos | Birgit Lorenz · Knut Schubert · Alemanha Oriental          | Maria Di Domenico · Burt Lancon · Estados Unidos |
| Dança no gelo detalhes        | Karen Barber · Nicholas Slater · Reino Unido         | Natalia Karamysheva · Rostislav Sinitsyn · União Soviética | Jana Berankova · Jan Bartok · Tchecoslováquia    |

## Resultados

### Individual masculino
| Pos.              | Nome                   | Nacionalidade      | Pontos | PC | PL |
| ----------------- | ---------------------- | ------------------ | ------ | -- | -- |
| Medalha de ouro   | Fumio Igarashi         | Japão              | 1.5    | 1  | 1  |
| Medalha de prata  | Norbert Schramm        | Alemanha Ocidental | 2.5    | 2  | 2  |
| Medalha de bronze | Jean-Christophe Simond | França             | 5.5    | 5  | 3  |
| 4                 | Grzegorz Filipowski    | Polônia            | 6.0    | 4  | 4  |
| 5                 | Paul Wylie             | Estados Unidos     | 8.0    | 6  | 5  |
| 6                 | Bobby Beauchamp        | Estados Unidos     | 10.5   | 7  | 6  |
| 7                 | Takashi Mura           | Japão              | 11.5   | 9  | 7  |
| 8                 | Makoto Kano            | Japão              | 13.0   | 10 | 8  |
| 9                 | B. Uspenski            | União Soviética    | 14.0   | 8  | 10 |
| 10                | Tatsuya Fujii          | Japão              | 14.5   | 11 | 9  |
| 11                | Kevin Hicks            | Canadá             | 18.0   | 12 | 12 |
| 12                | Cong Wenyi             | China              | 20.0   | 14 | 13 |
| WD                | Jozef Sabovčík         | Tchecoslováquia    | —      | 3  | WD |

### Individual feminino
| Pos.              | Nome                     | Nacionalidade      | Pontos | PC | PL |
| ----------------- | ------------------------ | ------------------ | ------ | -- | -- |
| Medalha de ouro   | Kristina Wegelius        | Finlândia          | 2.5    | 1  | 2  |
| Medalha de prata  | Vikki De Vries           | Estados Unidos     | 3.5    | 5  | 1  |
| Medalha de bronze | Charlene Wong            | Canadá             | 5.0    | 4  | 3  |
| 4                 | Simone Grigorescu        | Estados Unidos     | 5.0    | 2  | 4  |
| 5                 | Sanda Dubravčić          | Iugoslávia         | 6.5    | 3  | 5  |
| 6                 | Sachie Yuki              | Japão              | 10.0   | 8  | 6  |
| 7                 | Anna Antonova            | União Soviética    | 10.5   | 7  | 7  |
| 8                 | Anne-Sophie de Kristoffy | França             | 11.0   | 6  | 8  |
| 9                 | Sonja Stanek             | Áustria            | 13.5   | 9  | 9  |
| 10                | S. Kawakami              | Japão              | 16.0   | 12 | 10 |
| 11                | Manuela Ruben            | Alemanha Ocidental | 16.0   | 10 | 11 |
| 12                | Izumi Aotani             | Japão              | 19.0   | 14 | 12 |
| 13                | Masako Kato              | Japão              | 19.5   | 13 | 13 |
| 14                | Megumi Aotani            | Japão              | 19.5   | 11 | 14 |
| 15                | Hye Kyung Lim            | Coreia do Sul      | 22.5   | 15 | 15 |
| 16                | Lijie Yu                 | China              | 24.0   | 16 | 16 |

### Duplas
| Pos.              | Nome                                 | Nacionalidade     | Pontos | PC | PL |
| ----------------- | ------------------------------------ | ----------------- | ------ | -- | -- |
| Medalha de ouro   | Kitty Carruthers / Peter Carruthers  | Estados Unidos    | 1.5    | 1  | 1  |
| Medalha de prata  | Birgit Lorenz / Knut Schubert        | Alemanha Oriental | 3.0    | 2  | 2  |
| Medalha de bronze | Maria Di Domenico / Burt Lancon      | Estados Unidos    | 4.0    | 2  | 3  |
| 4                 | Inna Volyanskaya / Valeri Spiridonov | União Soviética   | 5.5    | 3  | 4  |
| 5                 | Katherina Matousek / Eric Thomsen    | Canadá            | 7.0    | 4  | 5  |
| 6                 | Toshimi Ito / Takashi Mura           | Japão             | 9.0    | 6  | 6  |

### Dança no gelo
| Pos.              | Nome                                     | Nacionalidade   | Pontos | DO | DL |
| ----------------- | ---------------------------------------- | --------------- | ------ | -- | -- |
| Medalha de ouro   | Karen Barber / Nicholas Slater           | Reino Unido     | 1.5    | 1  | 1  |
| Medalha de prata  | Natalia Karamysheva / Rostislav Sinitsyn | União Soviética | 3.0    | 2  | 2  |
| Medalha de bronze | Jana Berankova / Jan Bartok              | Tchecoslováquia | 4.5    | 3  | 3  |
| 4                 | Elisa Spitz / Scott Gregory              | Estados Unidos  | 6.0    | 4  | 4  |
| 5                 | Olga Makarova / Genrikh Sretenski        | União Soviética | 7.5    | 5  | 5  |
| 6                 | Kelly Johnson / Kris Barber              | Canadá          | 9.0    | 6  | 6  |
| 7                 | Noriko Sato / Tadayuki Takahashi         | Japão           | 10.5   | 7  | 7  |
| 8                 | Maria Kniffer / Manfred Hubler           | Áustria         | 12.0   | 8  | 8  |

## Quadro de medalhas
| Ordem | País               | Medalha de ouro | Medalha de prata | Medalha de bronze |    | Ordem por total |
| ----- | ------------------ | --------------- | ---------------- | ----------------- | -- | --------------- |
| 1     | Estados Unidos     | 1               | 1                | 1                 | 3  | 1               |
| 2     | Finlândia          | 1               |                  |                   | 1  | 2               |
| 2     | Japão              | 1               |                  |                   | 1  | 2               |
| 2     | Reino Unido        | 1               |                  |                   | 1  | 2               |
| 5     | Alemanha Ocidental |                 | 1                |                   | 1  | 2               |
| 5     | Alemanha Oriental  |                 | 1                |                   | 1  | 2               |
| 5     | União Soviética    |                 | 1                |                   | 1  | 2               |
| 8     | Canadá             |                 |                  | 1                 | 1  | 2               |
| 8     | França             |                 |                  | 1                 | 1  | 2               |
| 8     | Tchecoslováquia    |                 |                  | 1                 | 1  | 2               |
| TOTAL | TOTAL              | 4               | 4                | 4                 | 12 | —               |